# エジプトの聖マリア (リベーラ、モンペリエ)
『エジプトの聖マリア』（エジプトのせいマリア、仏: Sainte Marie l'Égyptienne、英: Saint Mary of Egypt）は、17世紀スペイン・バロック期の巨匠ホセ・デ・リベーラが1641年にキャンバス上に油彩で描いた絵画である。岩の下で、パンと頭蓋骨を傍らに両手を祈りの形に組み合わせるエジプトのマリアを表している。作品は1832年にフランスの画家フランソワ＝グザヴィエ・ファーブルから寄贈されて以来、モンペリエのファーブル美術館に所蔵されている。

## 作品
エジプトのマリアは娼婦であったが、エルサレムに旅をした後にキリスト教に改宗した。彼女は慈善活動により買った3つのパンのみをポケットに入れて、隠遁者として生活するためにヨルダンの砂漠に隠居した。彼女は60年間生きた。

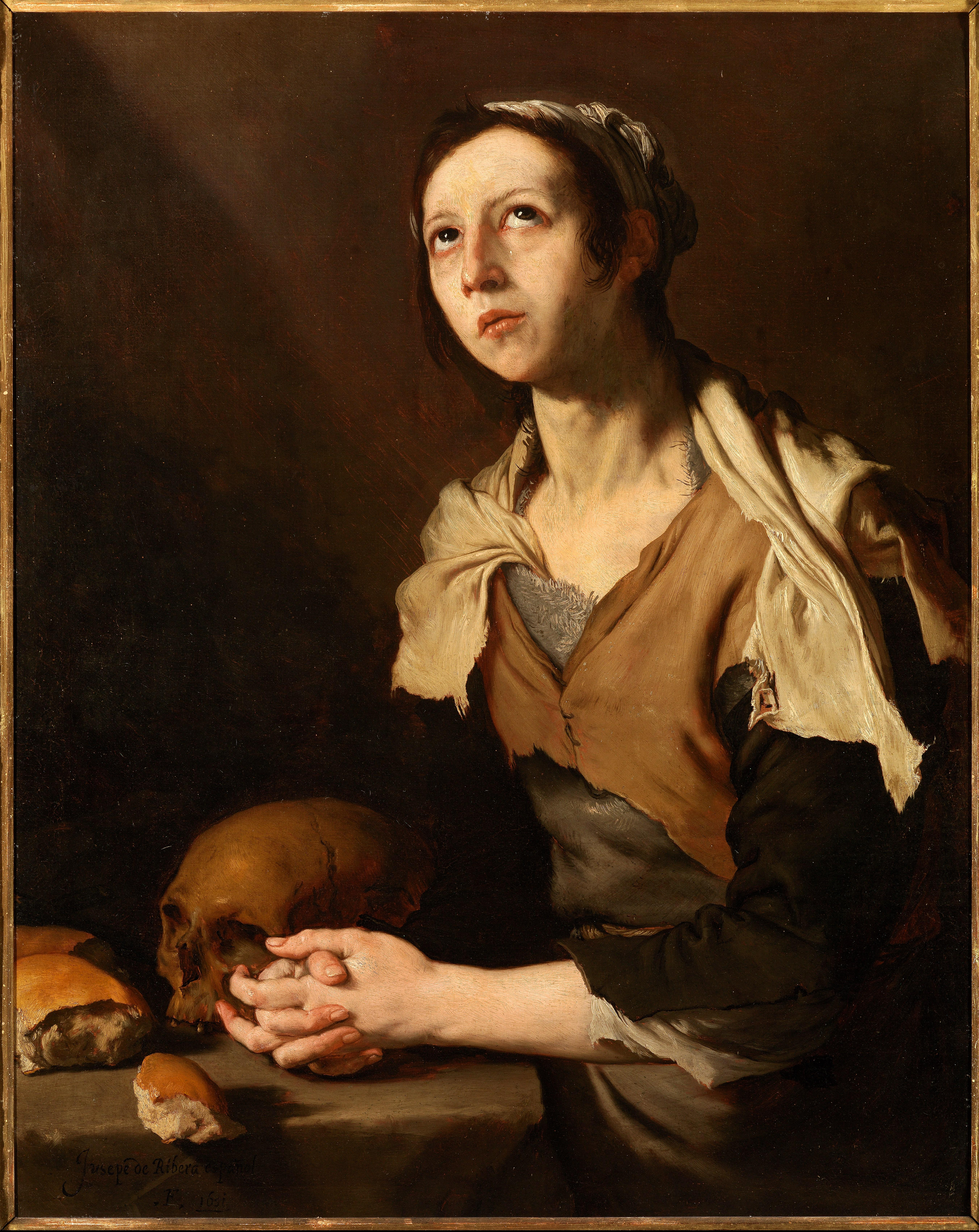
リベーラ『エジプトの聖マリア』 (1651年)、フィランジエーリ市立美術館、ナポリ

対抗宗教改革 (プロテスタントの宗教改革への対抗措置) 期の作品に典型的な悔悛する聖人を写実的に描く本作は、マリアの老いた顔と身体、祈りへの献身、そして現世の放棄 (前景の頭蓋骨により象徴される) といった要素を強調している。色彩と構図は、この時期のリベーラの多くの絵画に見られる「妥協のないテネブリスム」によるものである 。焦点が彼女のやつれた身体の皺に当てられているが、表情は悲劇的なものではまったくない。
エジプトのマリアの図像は、多くの点でマグダラのマリア (とりわけ悔悛するマグダラのマリア) の図像に類似している。なお、1651年にリベーラは、現在ナポリのコーモ宮殿内のフィランジエーリ市立美術館にある別の『エジプトの聖マリア』を制作した。